# Litzenbruder
Als Litzenbruder beziehungsweise in der Mehrzahl Litzenbrüder wurden die Angehörigen des unteren bzw. einfachen Dienstes einzelner früherer deutscher Landesposten genannt. In Mecklenburg-Schwerin nahmen sie etwa die Stellung der Paketzusteller ein. Nach der mecklenburg-schwerinschen Postordnung von 1770 hatten sie unter anderem das Gepäck der Reisenden zu besorgen und diese aus der Wohnung abzurufen. Ferner gehörte es zu ihrer Dienstaufgabe, Briefe, die binnen einer bestimmten Zeit nach Ankunft vom Postamt nicht abgeholt waren, den Empfängern in die Wohnung zuzustellen. Zu Anfang des 19. Jahrhunderts gab es bei der schwedischen fahrenden und der dänischen Post in Hamburg Litzenbrüder. Dieselbe Bezeichnung hatten noch 1864 die bei der Post in Schleswig-Holstein beschäftigten Paketzusteller.
Der Litzenbruder, des -s, plur. die -brüder, in einigen Niedersächsischen Handelsstädten, eine Benennung der beeidigten Ballenbinder (Ballen (Stückgut)), Packknechte, oder Ablader, welche daselbst eine eigene Innung oder Brüderschaft ausmachen. Ohne Zweifel von der Litze, d. i. dem Stricke, womit sie beständig versehen sind, kleinere Lasten auf dem Rücken fortzutragen.
Litzenbrüder, in niederdeutschen Städten ursprünglich Name gewisser eine Gilde bildender Warenverpacker, später auf die beeidigten Güterbestätter übergegangen (s. Güterbestätterei). Litzgeld ist die Speditionsgebühr, welche die Litzenbrüder sich vom Befrachter zahlen lassen.